# Cecilia Brækhus
Cecilia Brækhus (* 28. September 1981 in Cartagena, Kolumbien) ist eine norwegische Boxerin und ehemalige Weltmeisterin der WBA, WBC, WBO, IBF und IBO im Weltergewicht. Sie ist in Bergen aufgewachsen und lebt seit 2008 auch in Berlin, seit 2014 in Berlin-Hellersdorf.

## Leben
Cecilia Brækhus wurde nach ihrer Geburt in Kolumbien von ihren leiblichen Eltern in ein Waisenhaus gegeben und im Alter von drei Jahren von einem norwegischen Paar adoptiert. Sie wuchs in Bergen auf und begann zunächst gegen den Willen ihrer Eltern mit dem Kickboxen, als sie 13 Jahre alt war.

## Amateur
Seit ihrem Karrierestart als Kickboxerin im Alter von 14 Jahren (Europäischer Halbkontakt-Stil) errang sie diverse nationale Auszeichnungen und wurde Europa- und Weltmeisterin.
Als Amateurboxerin wurde sie 2004 Vize-Europameisterin im Halbweltergewicht sowie 2005 Norwegische Meisterin im Mittelgewicht. Bei den 4. Europameisterschaften in Norwegen im Mai 2005 gewann sie die Goldmedaille im Halbweltergewicht. Sie schlug dabei Mandy Leunissen aus den Niederlanden (K. o.), Larisa Pop aus Rumänien (29:18) und die Russin Julia Nemtsowa (22:15). Im September und Oktober desselben Jahres nahm sie zudem an den 3. Weltmeisterschaften in Russland teil, wo sie die Silbermedaille im Halbweltergewicht errang. Nach Siegen gegen Elif Islak aus der Türkei (K. o.), Alanna Murphy aus Irland (30:12) und Vinni Skovgård aus Dänemark (40:24) unterlag sie diesmal im Finale Julia Nemtsowa (23:34).
2006 gewann sie den Norway Box Cup in Oslo, den Venus Box Cup in Vejle, den Witch Cup in Pécs, die Norwegischen Meisterschaften in Oslo und die Nordic Championships in Tønsberg.
Insgesamt gewann sie 75 von 80 Amateurkämpfen.

## Profikarriere

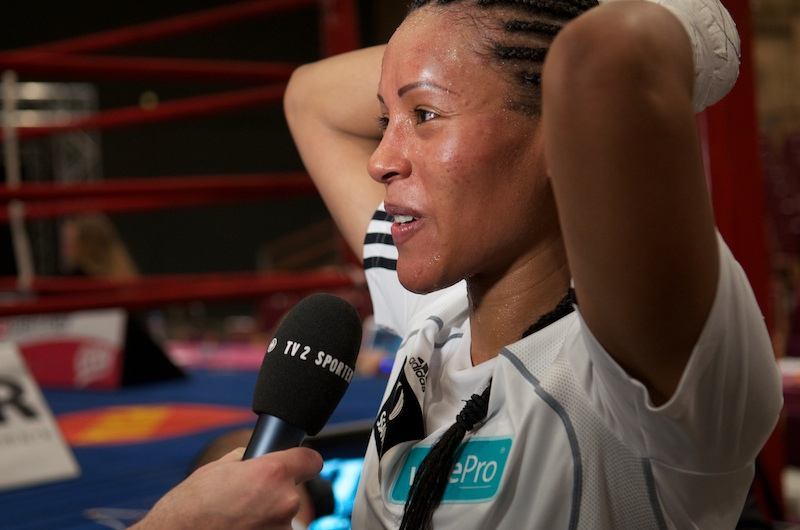
Cecilia Brækhus im Interview nach ihrer Titelverteidigung gegen Jill Emery (2011)

Am 20. Januar 2007 absolvierte Cecilia Brækhus ihren ersten Profikampf gegen die Kroatin Ksenija Koprek und gewann einstimmig nach Punkten. Im November 2007 wurde Cecilia Brækhus als bisher einzige Frau in den Boxstall des deutschen Boxpromotors Wilfried Sauerland aufgenommen. Nach neun weiteren Siegen wurde sie am 14. März 2009 durch einstimmigen Punktsieg gegen Vinni Skovgård Weltmeisterin der WBA und WBC im Weltergewicht.
Nach Titelverteidigungen gegen die Amerikanerin Amy Yuratovac und die ungeschlagene Italienerin Lucia Morelli wurde sie am 15. Mai 2010 durch einstimmigen Punktesieg gegen die Amerikanerin Victoria Cisneros auch Weltmeisterin der WBO und damit Titelträgerin der drei größten Boxverbände. Bisher verteidigte sie ihre Titel in Deutschland, Dänemark und Finnland gegen Mikaela Laurén aus Schweden, Éva Hajic aus Serbien, die Amerikanerinnen Jill Emery, Chevelle Hallback und Ku’ulei Kupihea, sowie die Deutsche Jessica Balogun und die Französin Anne Sophie Mathis.
Am 13. April 2013 besiegte sie die Amerikanerin Mia St John durch t.K.o. in der dritten Runde. Im September folgte ein vorzeitiger Sieg gegen die ungeschlagene Dominikanerin Oxandia Castillo. Im Dezember 2013 beendete Brækhus die langjährige Zusammenarbeit mit Ulli Wegner als Trainer; neuer Trainer wurde Otto Ramin.
2014 verteidigte sie ihre Titel gegen Myriam Lamare und Jessica Balogun. Am 13. September 2014 besiegte sie Ivana Habazin einstimmig und gewann damit auch den WM-Titel der IBF. Sie ist damit WM-Titelträgerin aller vier großen Boxverbände. Diese Titel verteidigte sie im November 2014 einstimmig gegen Jennifer Retzke. Ende 2014 gab sie das Ende ihrer Zusammenarbeit mit Sauerland Event bekannt.
Anfang 2015 wurde bekannt, dass sie ins Team der Klitschko Management Group um Schwergewichts-Weltmeister Wladimir Klitschko und K2 Promotions um Geschäftsführer Tom Loeffler wechselt. Neuer Trainer wurde Johnathon Banks. Ihren Titel konnte sie ein Jahr später, am 27. Februar 2016, ebenfalls einstimmig gegen Chris Namus verteidigen.
Ihren ersten Kampf vor heimischem Publikum gewann sie am 1. Oktober 2016 in einem Revanchekampf gegen Anne Sophie Mathis durch t.K.O. in der 2. Runde. Am 24. Februar 2017 verteidigte sie ihre Titel gegen die Schwedin Klara Svensson einstimmig nach Punkten. In ihrer Geburtsstadt Bergen besiegte sie am 9. Juni 2017 Erica Farias aus Argentinien erneut durch einen einstimmigen Punktsieg. In Stokke kam es am 21. Oktober 2017 zum Revanchekampf gegen ihre ehemalige Sauerland-Teamkollegin Mikaela Laurén aus Schweden, diesen Kampf gewann sie durch t.K.O. in der 6. Runde.
Am 5. Mai 2018 besiegte sie die US-Amerikanerin Kali Reis durch einen einstimmigen Punktsieg. Jedoch musste sie bei ihrem US-Comeback in der 7. Runde erstmals zu Boden. In Moskau bezwang sie am 21. Juli 2018 die Russin Inna Sagaydakovskaya klar nach Punkten. Am 8. Dezember 2018 gewann sie gegen die gebürtige Polin Aleksandra Magdziak-Lopes durch einen einstimmigen Punktsieg. Dieser Kampf war gleichzeitig auch der letzte Kampf in den USA, der vom TV-Sender HBO live übertragen wurde.
Im August 2019 gab Brækhus das Ende ihrer Zusammenarbeit mit Johnathon Banks bekannt, da dieser jetzt als Trainer von Ex-Mittelgewichtsweltmeister Gennadi Golowkin arbeitet. Neuer Trainer wurde der bisherige Golowkin-Trainer Abel Sanchez. Ende Oktober 2019 unterschrieb sie einen Promotionvertrag bei Matchroom Boxing unter Boxpromoter Eddie Hearn. Ihre Berater bleiben Boxpromoter Tom Loeffler (360 Promotions/GGG Promotions) und der ehemalige zweifache Schwergewichts-Weltmeister Wladimir Klitschko (Klitschko Management Group). Am 30. November 2019 gewann sie in Monte Carlo gegen die Argentinierin Victoria Noelia Bustos durch einen einstimmigen Punktsieg. Das war ihr erster Kampf, der live und exklusiv vom Online-Streamingdienst DAZN übertragen wurde und zudem war es ihr erster Kampf für den Matchroom-Boxstall.
Am 17. April 2020 sollte es in Oxon Hill zur Titelverteidigung gegen die ehemalige in zwei Gewichtsklassen-fache Weltmeisterin Jessica McCaskill kommen. Allerdings musste dieser Kampf aufgrund der schweren Corona-Pandemie verschoben werden. In einem Interview gegenüber DAZN erzählte sie im Juni 2020, dass ihr Promoter Eddie Hearn ein Boxturnier plane, wo neben Braekhus auch Jessica McCaskill aus den USA, die in drei Gewichtsklassen-fache Weltmeisterin Amanda Serrano aus Puerto Rico und die aktuell ungeschlagene Leichtgewichts-Weltmeisterin Katie Taylor aus Irland jeweils gegeneinander antreten werden. Am 15. August 2020 kam es auf den Straßen von Tulsa zum Nachholkampf gegen Jessica McCaskill. Diesen verlor sie völlig überraschend durch Mehrheitsentscheidung nach Punkten. Bei ihrem Revanche-Kampf gegen McCaskill verlor sie am 13. April 2021 in Dallas erneut nach Punkten, diesmal einstimmig.
Nach einem Testkampf 2022 durfte sie am 7. Oktober 2023 in Sheffield gegen die aktuelle WBA/WBO-Weltmeisterin im Halbmittelgewicht, Terri Harper, antreten. Dieser Kampf endete nach zehn Runden mit einem Unentschieden.
Fast ein Jahr später traf sie am 10. August 2024 in Las Vegas auf die US-Amerikanerin Maricela Cornejo. Diesen Kampf gewann sie einstimmig nach Punkten und wurde WBC-Interims-Meisterin im Halbmittelgewicht.

## Liste der Profikämpfe
| 38 Siege (9 K.-o.-Siege), 2 Niederlagen (0 K.-o.-Niederlagen), 1 Unentschieden |               |                                                                               |                                                        |               |                                         |        |
| Jahr                                                                           | Tag           | Gegner/Kampfziel                                                              | Ort                                                    | Ergebnis      | Typ                                     | Runden |
| 2007                                                                           | 20. Januar    | Ksenija Koprek                                                                | St. Jakobshalle, Basel                                 | Sieg          | Punktsieg (einstimmig)                  | 4/4    |
| 2007                                                                           | 17. Februar   | Jana Latova                                                                   | Complexe Sportif, Evere                                | Sieg          | KO                                      | 2/4    |
| 2007                                                                           | 26. Mai       | Olga Bojare                                                                   | Jako-Arena, Bamberg                                    | Sieg          | Punktsieg (einstimmig)                  | 4/4    |
| 2007                                                                           | 23. Juni      | Borislava Goranova                                                            | Stadthalle, Zwickau                                    | Sieg          | Punktsieg (einstimmig)                  | 6/6    |
| 2008                                                                           | 26. Januar    | Wanda Pena Ozuna                                                              | Tempodrom, Berlin                                      | Sieg          | TKO                                     | 4/6    |
| 2008                                                                           | 29. März      | Tatjana Dieckmann                                                             | Sparkassen-Arena                                       | Sieg          | Punktsieg (einstimmig)                  | 6/6    |
| 2008                                                                           | 17. Mai       | Adelita Irizarry                                                              | Oberfrankenhalle, Bayreuth                             | Sieg          | Punktsieg (einstimmig)                  | 6/6    |
| 2008                                                                           | 21. Juni      | Nicole Woods                                                                  | Seminole Hard Rock Hotel & Casino, Hollywood (Florida) | Sieg          | Punktsieg (einstimmig)                  | 6/6    |
| 2008                                                                           | 20. September | Cimberly Harris                                                               | Seidensticker Halle, Bielefeld                         | Sieg          | Punktsieg (einstimmig)                  | 8/8    |
| 2008                                                                           | 25. Oktober   | Borislava Goranova                                                            | Weser-Ems-Halle, Oldenburg                             | Sieg          | Punktsieg (einstimmig)                  | 8/8    |
| 2009                                                                           | 14. März      | Vinni Skovgård WBA/WBC-Weltergewicht-Weltmeisterschaft                        | Ostseehalle Kiel, Kiel                                 | Sieg          | Punktsieg (einstimmig)                  | 10/10  |
| 2009                                                                           | 30. Mai       | Amy Yuratovac WBA/WBC-Weltergewicht-Titelverteidigung                         | Hartwall Areena, Helsinki                              | Sieg          | Punktsieg (einstimmig)                  | 10/10  |
| 2009                                                                           | 12. September | Lucia Morelli WBA/WBC-Weltergewicht-Titelverteidigung                         | MCH Messecenter Herning, Herning                       | Sieg          | Punktsieg (einstimmig)                  | 10/10  |
| 2010                                                                           | 15. Mai       | Victoria Cisneros WBA/WBC/WBO-Weltergewicht-Titelvereinigung                  | Kongrescenter, Herning                                 | Sieg          | Punktsieg (einstimmig)                  | 10/10  |
| 2010                                                                           | 30. Oktober   | Mikaela Laurén WBO/WBC/WBA-Weltergewicht-Titelverteidigung                    | Stadthalle Rostock, Rostock                            | Sieg          | TKO                                     | 7/10   |
| 2010                                                                           | 20. November  | Èva Hajic WBC/WBO-Weltergewicht-Titelverteidigung                             | Kongrescenter, Herning                                 | Sieg          | KO                                      | 3/10   |
| 2011                                                                           | 2. April      | Jill Emery WBA/WBC/WBO-Weltergewicht-Titelverteidigung                        | Kongrescenter, Herning                                 | Sieg          | Punktsieg (einstimmig)                  | 10/10  |
| 2011                                                                           | 7. Mai        | Chevelle Hallback WBA/WBC/WBO-Weltergewicht-Titelverteidigung                 | Koncerthuset, Kopenhagen                               | Sieg          | Punktsieg (einstimmig)                  | 10/10  |
| 2011                                                                           | 3. Dezember   | Ku'ulei Kupihea WBA/WBC/WBO-Weltergewicht-Titelverteidigung                   | Hartwall Arena, Helsinki                               | Sieg          | TKO                                     | 10/10  |
| 2012                                                                           | 1. Juni       | Jessica Balogun WBA/WBC/WBO-Weltergewicht-Titelverteidigung                   | Kongrescenter, Herning                                 | Sieg          | Punktsieg (einstimmig)                  | 10/10  |
| 2012                                                                           | 22. September | Anne Sophie Mathis WBA/WBC/WBO-Weltergewicht-Titelverteidigung                | Arena Nord, Frederikshavn                              | Sieg          | Punktsieg (einstimmig)                  | 10/10  |
| 2013                                                                           | 13. April     | Mia St. John WBA/WBC/WBO-Weltergewicht-Titelverteidigung                      | Arena Nord, Frederikshavn                              | Sieg          | TKO                                     | 3/10   |
| 2013                                                                           | 7. September  | Oxandia Castillo WBA/WBC/WBO-Weltergewicht-Titelverteidigung                  | Arena Nord, Frederikshavn                              | Sieg          | TKO                                     | 3/10   |
| 2014                                                                           | 1. Februar    | Myriam Lamare WBA/WBC/WBO-Weltergewicht-Titelverteidigung                     | Arena Nord, Frederikshavn                              | Sieg          | Punktsieg (einstimmig)                  | 10/10  |
| 2014                                                                           | 7. Juni       | Jessica Balogun WBA/WBC/WBO-Weltergewicht-Titelverteidigung                   | Sport- und Kongresshalle, Schwerin                     | Sieg          | Punktsieg (einstimmig)                  | 10/10  |
| 2014                                                                           | 13. September | Ivana Habazin IBF/WBA/WBC/WBO-Weltergewicht-Titelverteidigung                 | TAP 1, Kopenhagen                                      | Sieg          | Punktsieg (einstimmig)                  | 10/10  |
| 2014                                                                           | 29. November  | Jennifer Retzke IBF/WBA/WBC/WBO-Weltergewicht-Titelverteidigung               | Falconer Centeret, Frederiksberg                       | Sieg          | Punktsieg (einstimmig)                  | 10/10  |
| 2016                                                                           | 27. Februar   | Chris Namus IBF/IBO/WBA/WBC/WBO-Weltergewicht-Titelvereinigung                | Gerry-Weber-Stadion, Halle (Westf.)                    | Sieg          | Punktsieg (einstimmig)                  | 10/10  |
| 2016                                                                           | 1. Oktober    | Anne Sophie Mathis IBF/IBO/WBA/WBC/WBO-Weltergewicht-Titelverteidigung        | Oslo Spektrum, Oslo                                    | Sieg          | TKO                                     | 2/10   |
| 2017                                                                           | 24. Februar   | Klara Svensson IBF/IBO/WBA/WBC/WBO-Weltergewicht-Titelverteidigung            | Oslo Spektrum, Oslo                                    | Sieg          | Punktsieg (einstimmig)                  | 10/10  |
| 2017                                                                           | 9. Juni       | Erica Farias IBF/IBO/WBA/WBC/WBO-Weltergewicht-Titelverteidigung              | Festung Bergenhus, Bergen                              | Sieg          | Punktsieg (einstimmig)                  | 10/10  |
| 2017                                                                           | 21. Oktober   | Mikaela Laurén IBF/IBO/WBA/WBC/WBO-Weltergewicht-Titelverteidigung            | Oslofjord Convention Center, Stokke                    | Sieg          | TKO                                     | 6/10   |
| 2018                                                                           | 5. Mai        | Kali Reis IBF/IBO/WBA/WBC/WBO-Weltergewicht-Titelverteidigung                 | StubHub Center, Carson (Kalifornien)                   | Sieg          | Punktsieg (einstimmig)                  | 10/10  |
| 2018                                                                           | 21. Juli      | Inna Sagaydakovskaya IBF/IBO/WBA/WBC/WBO-Weltergewicht-Titelverteidigung      | Olimpijski-Halle, Moskau                               | Sieg          | Punktsieg (einstimmig)                  | 10/10  |
| 2018                                                                           | 8. Dezember   | Aleksandra Magdziak-Lopes IBF/IBO/WBA/WBC/WBO-Weltergewicht-Titelverteidigung | StubHub Center, Carson (Kalifornien)                   | Sieg          | Punktsieg (einstimmig)                  | 10/10  |
| 2019                                                                           | 30. November  | Victoria Noelia Bustos IBF/IBO/WBA/WBC/WBO-Weltergewicht-Titelverteidigung    | Casino de Monte-Carlo, Monte Carlo                     | Sieg          | Punktsieg (einstimmig)                  | 10/10  |
| 2020                                                                           | 15. August    | Jessica McCaskill IBF/IBO/WBA/WBC/WBO-Weltergewicht-Titelverteidigung         | Downtown, Tulsa (Oklahoma)                             | Niederlage    | Punktniederlage (Mehrheitsentscheidung) | 10/10  |
| 2021                                                                           | 13. März      | Jessica McCaskill IBF/IBO/WBA/WBC/WBO-Weltmeisterschaft                       | American Airlines Center, Dallas                       | Niederlage    | Punktniederlage (einstimmig)            | 10/10  |
| 2022                                                                           | 17. Dezember  | Marisa Joana Portillo                                                         | Commerce Casino, Commerce (Kalifornien)                | Sieg          | Punktsieg (einstimmig)                  | 6/6    |
| 2023                                                                           | 7. Oktober    | Terri Harper WBA/WBO-Halbmittelgewicht-Weltmeisterschaft                      | Sheffield Arena, Sheffield                             | Unentschieden | Mehrheitsentscheidung                   | 10/10  |
| 2024                                                                           | 10. August    | Maricela Cornejo WBC-Interim-Halbmittelgewicht-Meisterschaft                  | Michelob Ultra Arena, Las Vegas                        | Sieg          | Punktsieg (einstimmig)                  | 10/10  |
| Quelle: Cecilia Brækhus in der BoxRec-Datenbank                                |               |                                                                               |                                                        |               |                                         |        |

## Sonstiges
Cecilia Brækhus genießt durch ihre sportlichen Erfolge und durch ihre ungewöhnliche Biographie eine hohe Popularität in der norwegischen, seit 2007 trotz der zurückhaltenden Vermarktungsstrategien der Sauerland Event GmbH zunehmend in der europäischen Bevölkerung, unterstützt durch Auftritte in TV-Formaten und Print-Magazinen. Regelmäßig werden die Profi-Boxkämpfe von Cecilia Brækhus im norwegischen Fernsehen ausgestrahlt und wurden ehemals nach ihrem erfolgreichen Debüt in den USA am 22. Juni 2008 zudem auch für das deutschsprachige Fernsehpublikum von der ARD übertragen. Cecilia Braekhus wurde vom Fachmagazin Boxsport als „Boxerin des Jahres 2010“ ausgezeichnet.
Seit April 2014 wohnt sie im Berliner Ortsteil Berlin-Hellersdorf.